# Смит, Кэт
Кэ́трин Дже́йн Сми́т (англ. Catherine Jane Smith; род. 16 июня 1985, Барроу-ин-Фернесс, Камбрия, Великобритания) — британский политик, член палаты общин Великобритании от Лейбористской партии с 2015 года. В 2016—2020 годах была теневым заместителем лидера палаты общин. В теневом кабинете министров занимала пост теневого министра по работе с избирателями и делам молодёжи (2016—2020); с 2020 года занимает пост теневого государственного министра в теневом кабинете министров.

## Личная жизнь
Родилась в Барроу-ин-Фернесс 16 июня 1985 года. Окончила местную среднюю школу и шестиклассный колледж. В 2003 году переехала в Ланкастер, где обучалась в Картмел-колледже Ланкастерского университета. Окончила колледж с отличием, защитив степень бакалавра в области социологии и гендерных исследований.
Кэт Смит — открытая бисексуалка. В сентябре 2016 года сочеталась браком с Беной Соуффей, с которой до этого в течение одиннадцати лет состояла в отношениях. В июле 2018 года родила первого ребёнка в их семье. Смит исповедует методизм. Она называет себя христианкой, социалисткой, феминисткой, республиканкой и сторонницей профсоюзного движения.

## Политическая карьера
В 2007 году впервые участвовала на выборах в городской совет Ланкастера, баллотируясь от Университетского округа, но потерпела неудачу. Перед избранием в парламент, работала сотрудником по политическим вопросам в Британской ассоциации социальных работников и на Джереми Корбина. На выборах 2010 года баллотировалась в парламент от округа Уайр и Северный Престон, но снова потерпела неудачу. Перед выборами 2015 года Смит была избрана кандидатом от лейбористской партии в округе Ланкастер и Флитвуд.
Она писала статьи в изданиях и новостных блогах, связанных с лейбористской партией, включая «ЛейборЛист» и «Трибьюн». Смит была одним из тридцати шести членов парламента от лейбористской партии, выдвинувших Корбина в качестве кандидата на выборах лейбористского руководства в 2015 году и одним из четырнадцати из тех, кто поддержал его. Она была критически настроена по отношению к референдуму 2016 года о выходе Великобритании из Европейского Союза, заявив, что молодёжь предпочитает членство страны в ЕС, в то время, как большинство населения являются сторонниками выхода страны из Евросоюза.
Корбин назначил Смит министром по делам женщин в теневом Бюро по вопросам равенства, где она работала под руководством Кейт Грин. 27 июня 2016 года Смит вошла в теневой кабинет в качестве министра по взаимодействию с избирателями и делам молодёжи. 6 апреля 2020 года она была назначена государственным министром в теневом кабинете вновь избранным лидером лейбористской партии Кейром Стармером. С 20 декабря 2016 года по 2020 год она была теневым заместителем лидера палаты общин.
24 мая 2016 года полиция Ланкашира заявила о начале расследования в связи с утверждениями о том, что Смит нарушила закон о расходах на выборах, потратив сумму на тысячу фунтов больше, чем было заявлено. В июне 2016 года власти продлили полномочия полиции Ланкашира для продолжения расследования дела о расходах Смит на выборах. В ноябре 2016 года она была полностью реабилитирована.